# Condado de Midland (Texas)
El condado de Midland es uno de los 254 condados del estado estadounidense de Texas. La sede del condado es Midland, al igual que su mayor ciudad. El condado posee un área de 2.336 km² (los cuales 4 km² están cubiertos por agua), la población de 116.009 habitantes, y la densidad de población es de 50 hab/km² (según el censo nacional de 2000). Este condado fue fundado en 1885.